# The Lounge

The Lounge est un webcomic en anglais créé par John Joseco. Le premier épisode est daté du 1er juin 2002. Les nouveaux épisodes (ou strips) apparaissent le lundi et le vendredi.
Les planches se focalisent sur l'équipe de The Lounge (en anglais, un lounge est un genre de salon convivial), une boutique imaginaire spécialisée dans la distribution de manga, animes et jeux vidéo.